# Zabytki Włodzimierza i Suzdalu
Zabytki Włodzimierza i Suzdalu – osiem średniowiecznych zabytków położonych w miastach Włodzimierz oraz Suzdal, wpisanych na listę światowego dziedzictwa UNESCO. Ich wspólną cechą charakterystyczną jest budulec, wszystkie obiekty zostały wybudowane z wapienia.

## Galeria

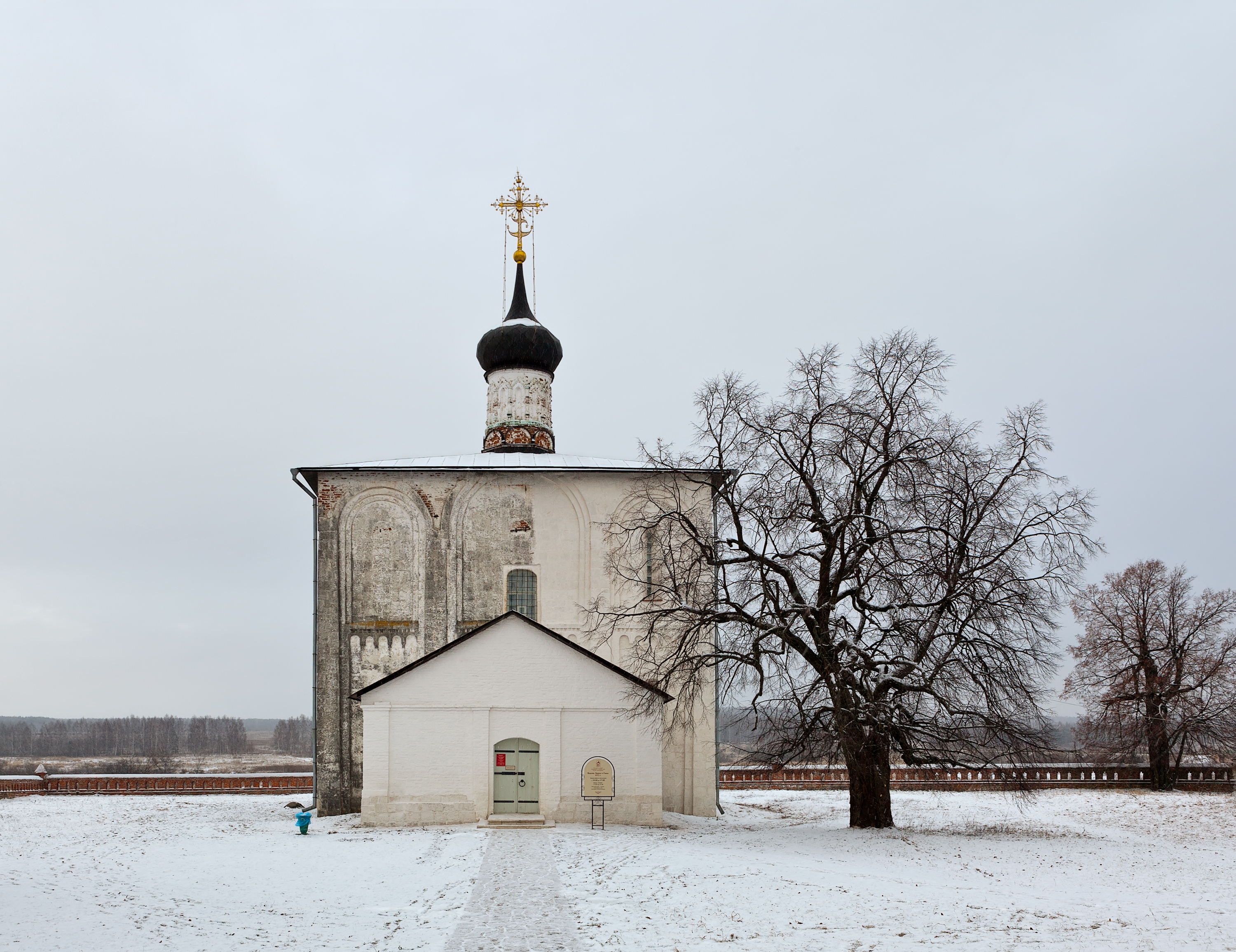
Cerkiew Świętych Borysa i Gleba w Kidiekszy
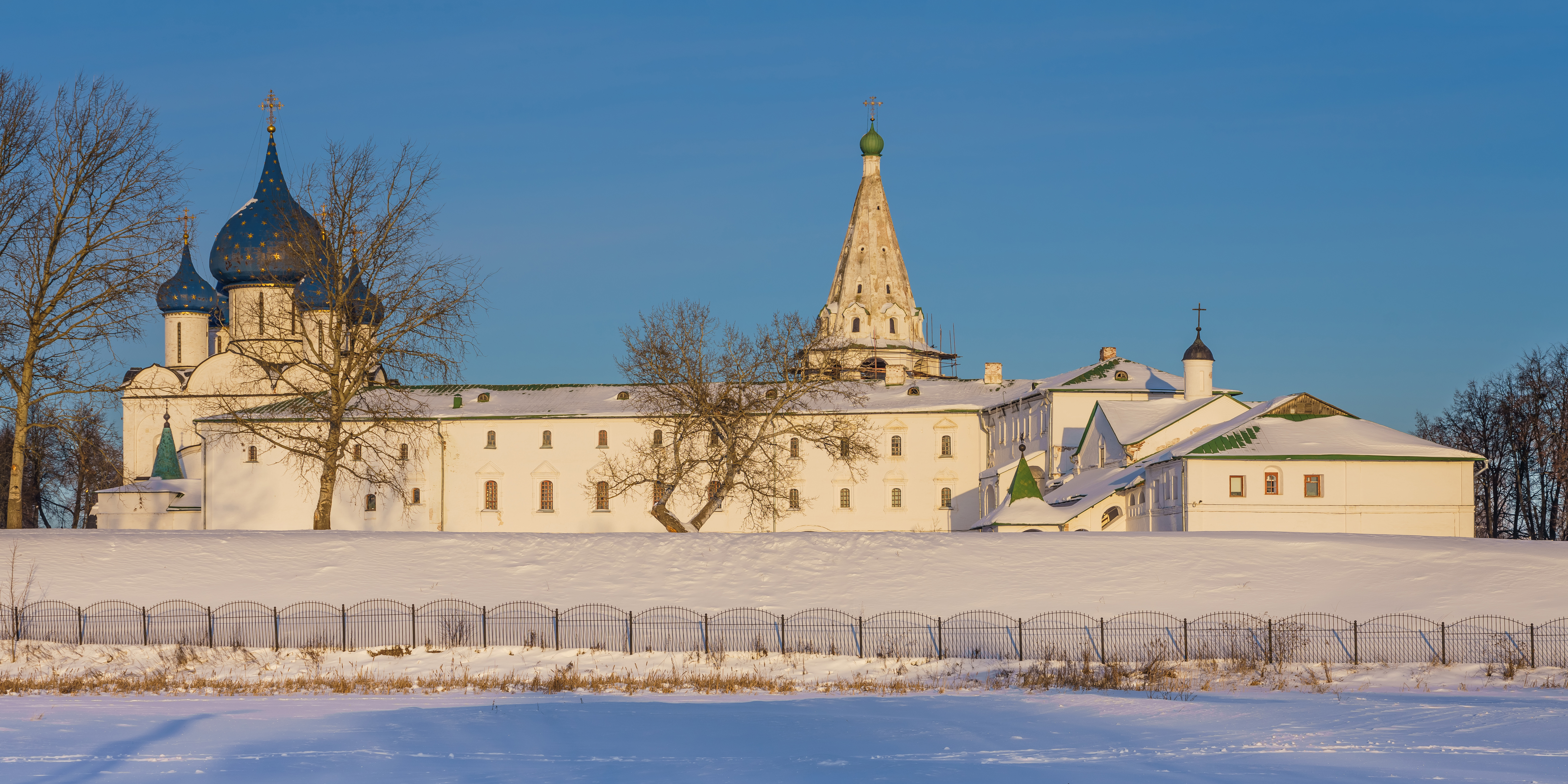
Sobór Narodzenia Matki Bożej w Suzdalu
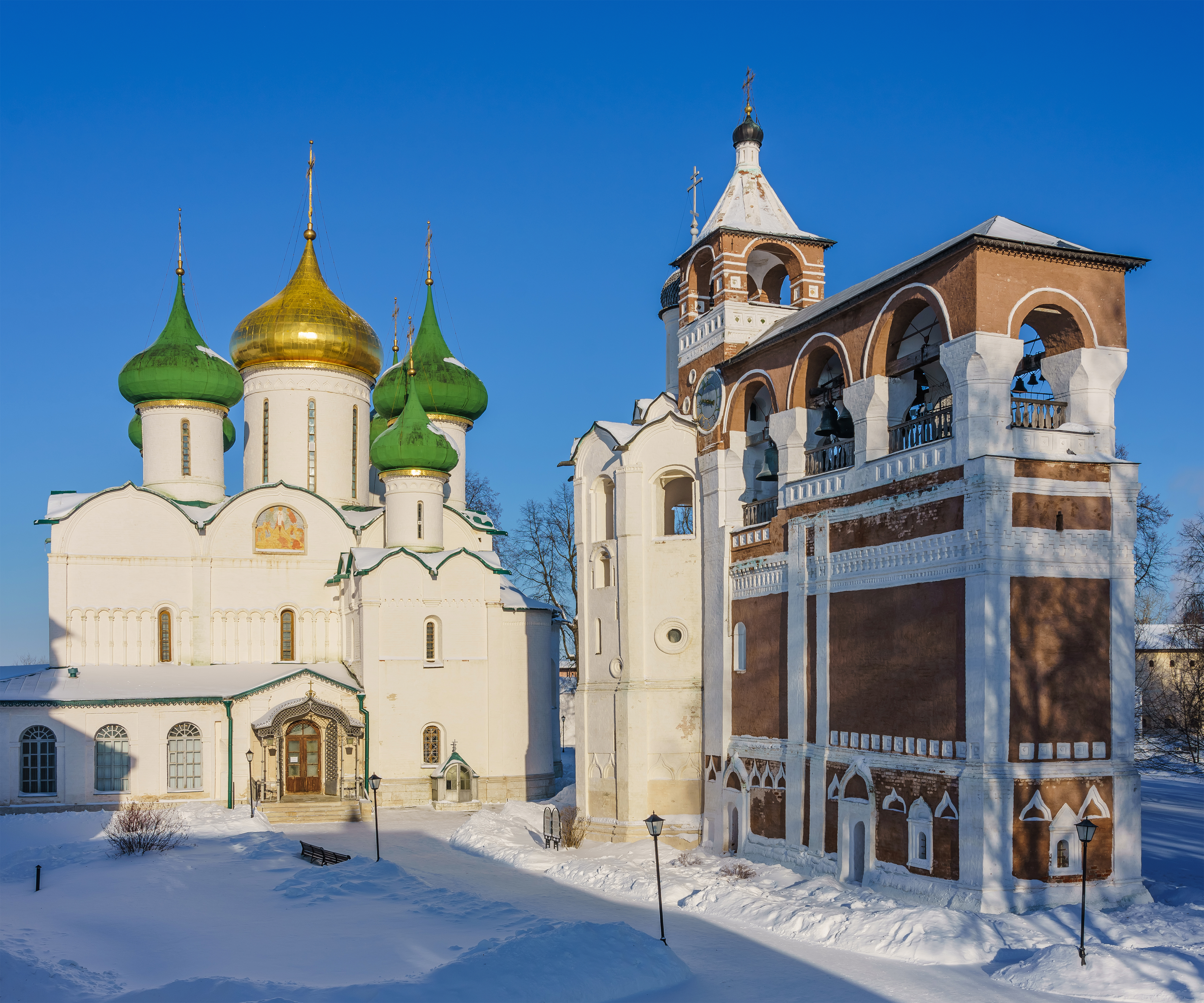
Monaster Spaso-Jewfimiejewski w Suzdalu
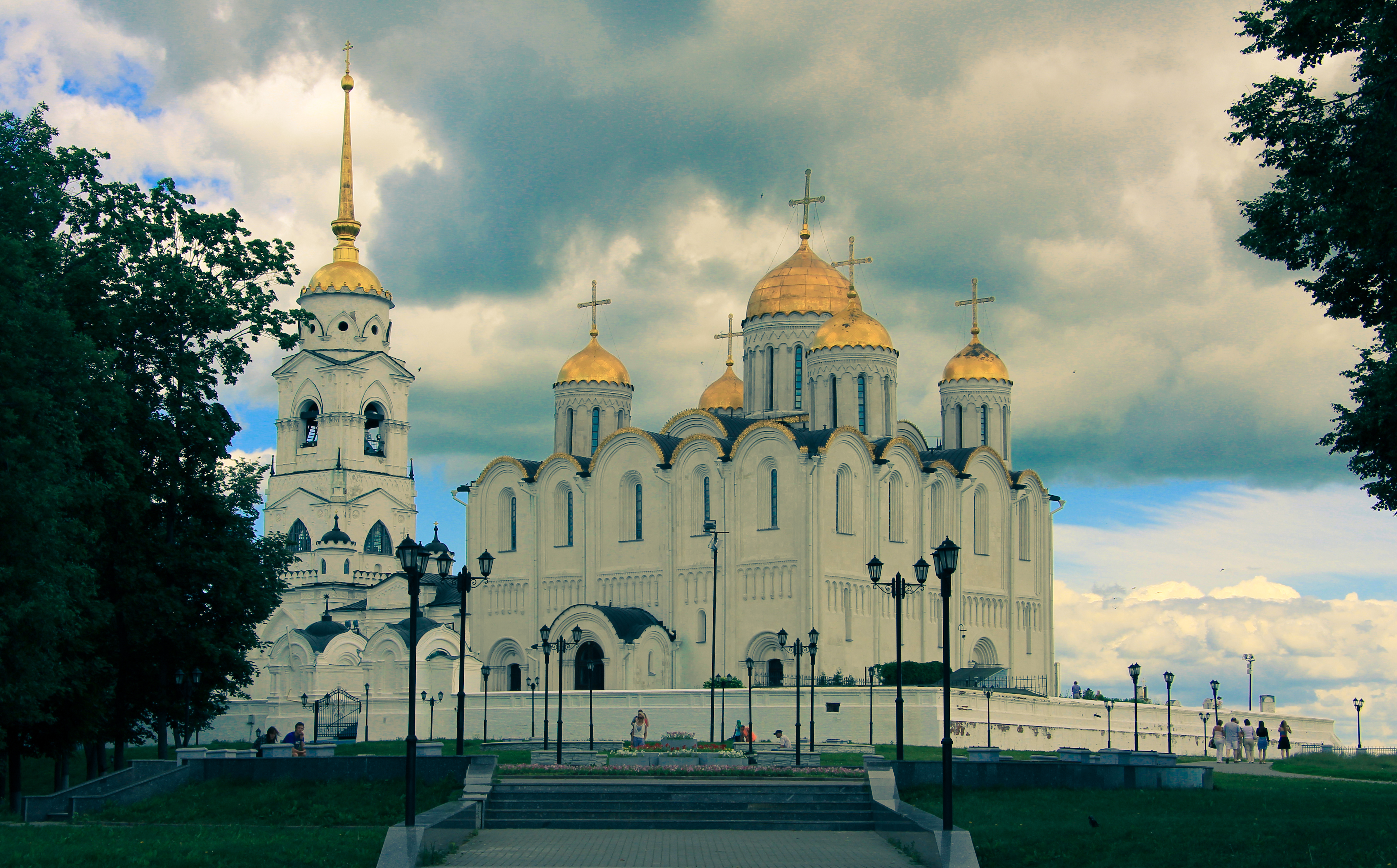
Sobór Zaśnięcia Matki Bożej we Włodzimierzu
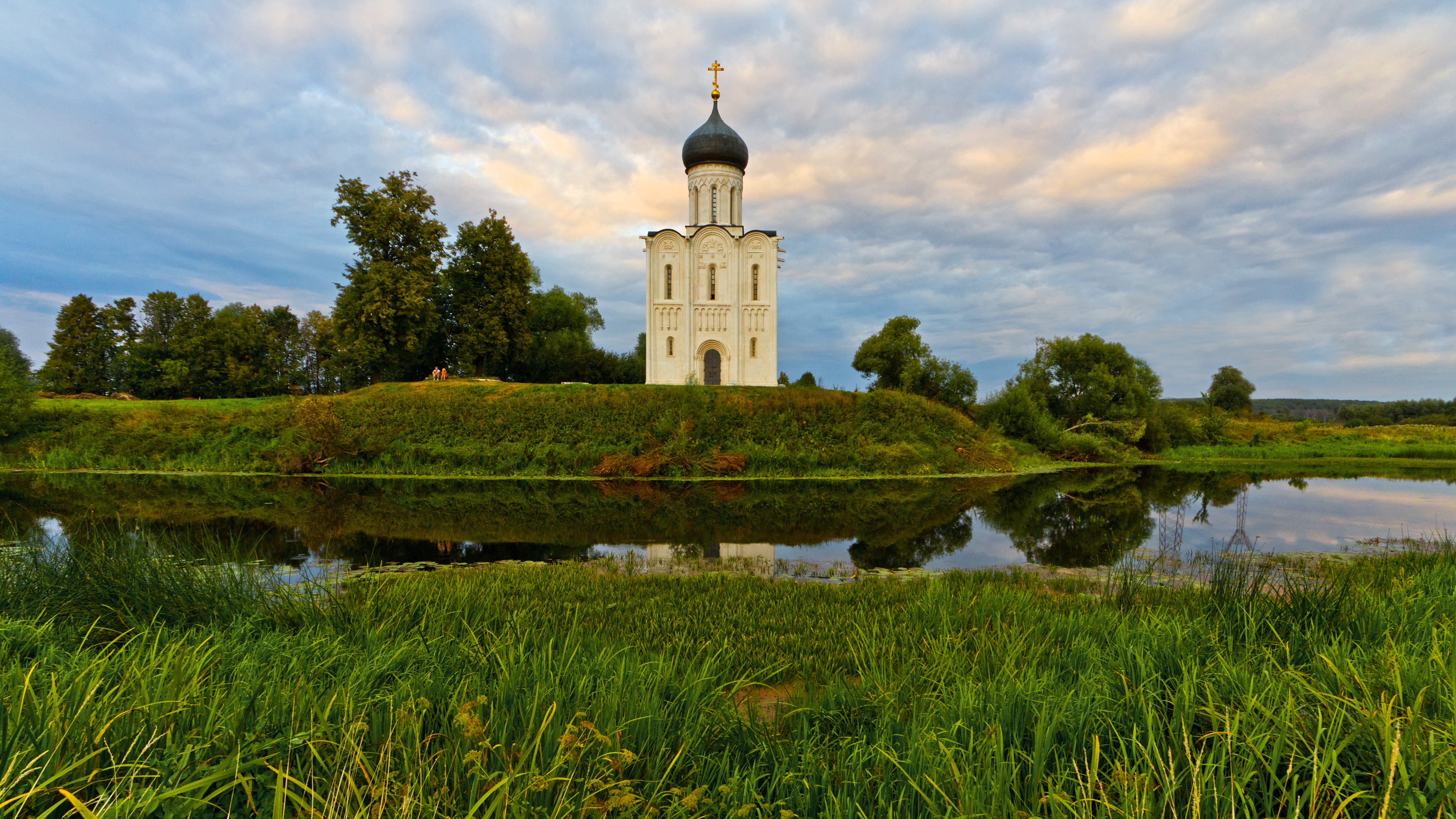
Cerkiew Opieki Matki Bożej na Nerli
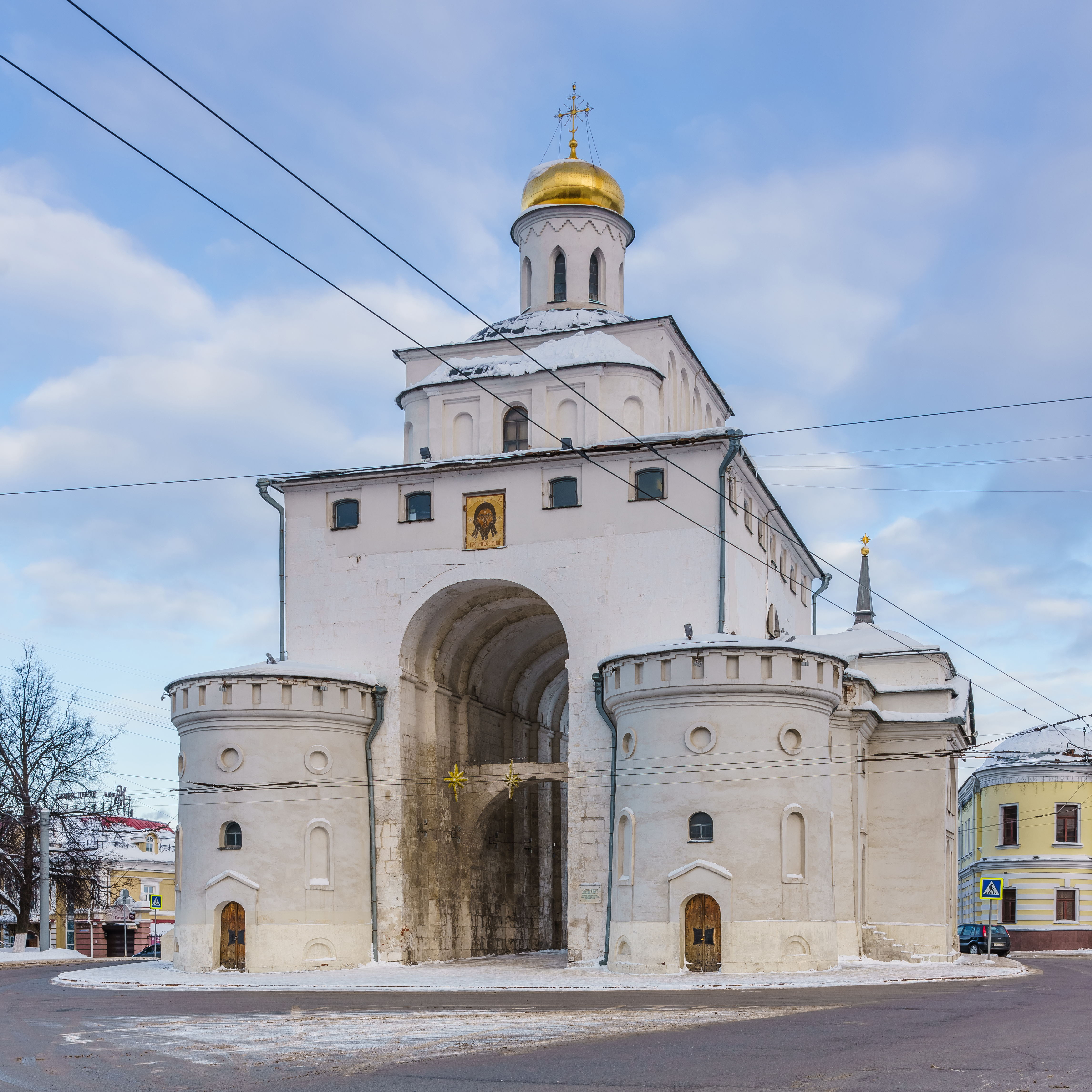
Złota Brama we Włodzimierzu
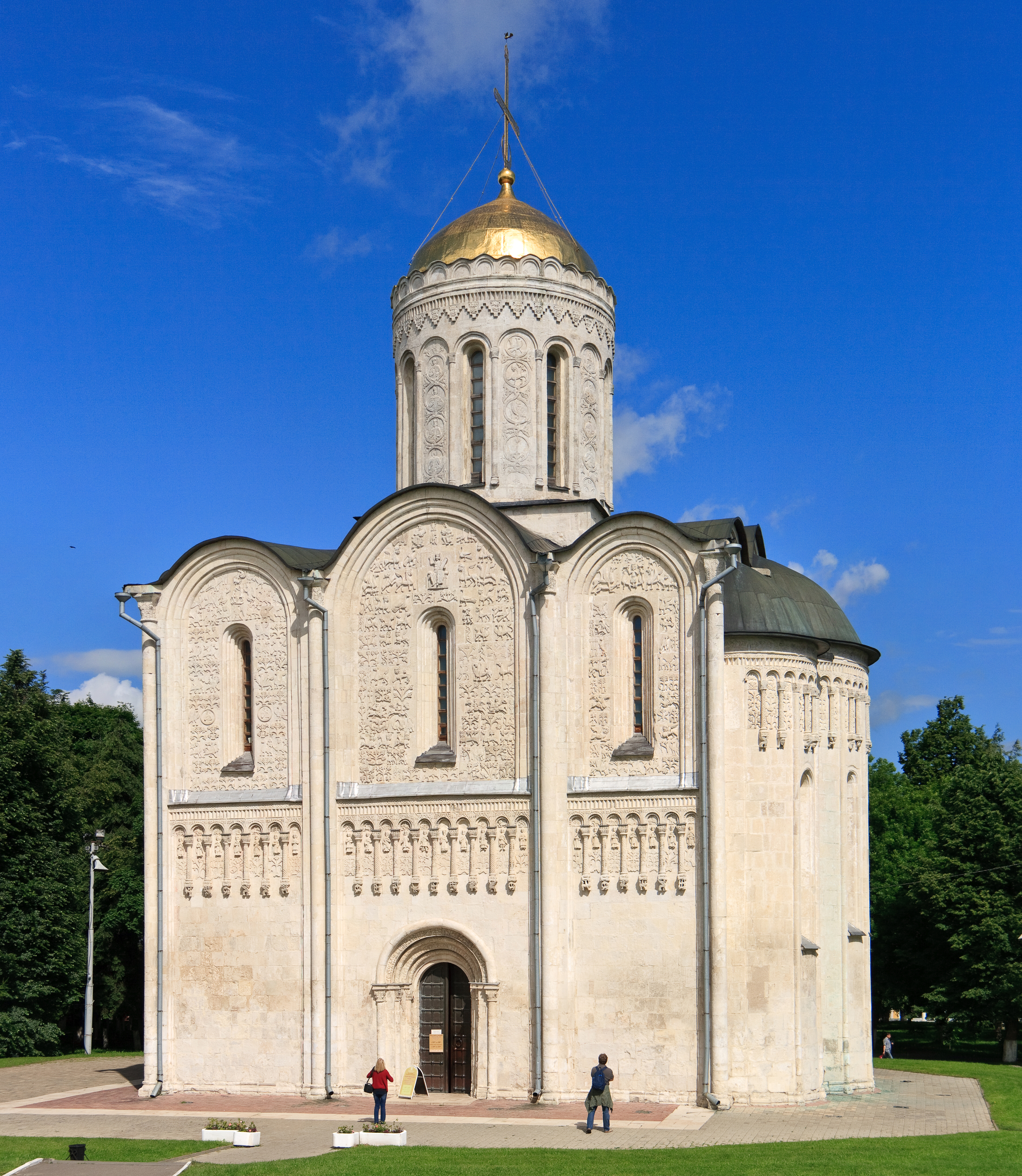
Sobór św. Dymitra Sołuńskiego we Włodzimierzu
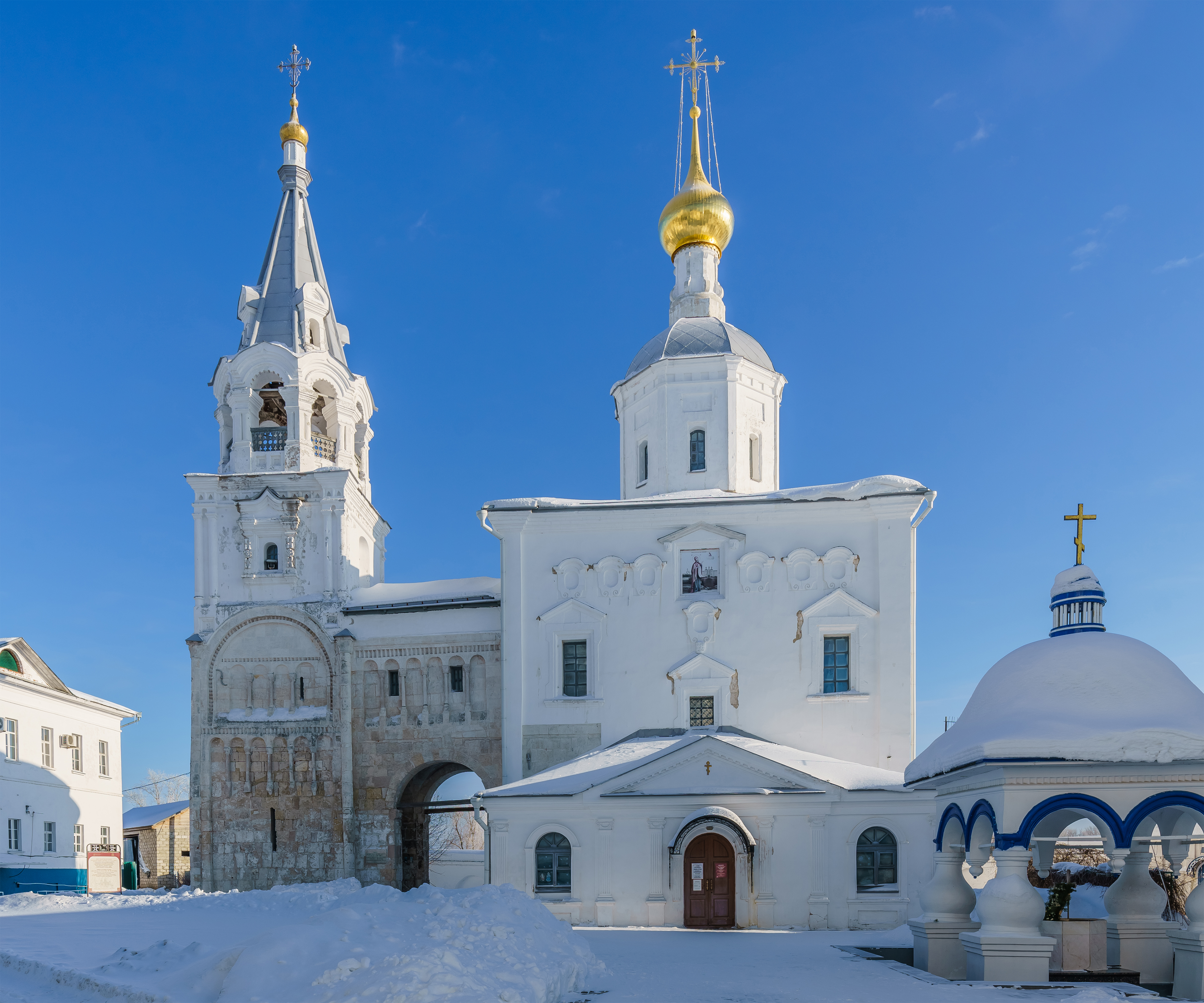
Zamek Andrzeja Bogolubskiego w Bogolubowie